# Elecciones presidenciales de Estados Unidos de 1996 en Texas
Las elecciones presidenciales de los Estados Unidos de 1996 en Texas se celebraron el martes 5 de noviembre de 1996, como parte de las Elecciones presidenciales de Estados Unidos de 1996, en las que participaron los 50 estados más el Distrito de Columbia. Los votantes de Texas eligieron a los electores para que los representaran en el Colegio electoral a través del voto popular, enfrentando a las fórmulas del Partido Demócrata, del entonces actual  presidente Bill Clinton y el vicepresidente titular Al Gore, contra la de los retadores  del Partido Republicano, el senador por Kansas Bob Dole y su compañero el ex secretario de vivienda y desarrollo urbano Jack Kemp, Texas tenía 32 votos electorales en el Colegio Electoral.
Texas fue ganado por el senador de Kansas Bob Dole, que se postulaba contra el presidente titular Bill Clinton de Arkansas. Clinton se postuló por segunda vez con el vicepresidente titular Al Gore como su compañero de fórmula, y Dole se postuló con el ex representante de Nueva York Jack Kemp. Texas proporcionó a dos de los tres condados más republicanos de la nación, Ochiltree, con sede en High Plains, en su norte y Glasscock en las llanuras centrales, y su condado más demócrata en el condado de Starr, en el extremo opuesto del estado.
Texas pesó para esta elección un 13% más republicano que el promedio nacional. Con sus 32 votos electorales, Texas fue el mayor premio del colegio electoral de Dole. Las elecciones presidenciales de 1996 fueron una elección muy multipartidista para Texas, con más del 7% del electorado votando por candidatos de terceros partidos. En su segunda candidatura a la presidencia, Ross Perot llevó al Partido Reformista recientemente reformado a ganar más del 6% de los votos en su estado natal de Texas, y a ganar apoyo a nivel nacional como el candidato del tercer partido más popular para postularse para la presidencia de los Estados Unidos en los últimos tiempos. El condado de Loving fue uno de los dos condados a nivel nacional en los que Ross Perot ocupó el segundo lugar, por delante de uno de los dos nominados del partido principal, en 1996, el otro fue el condado de Arthur en Nebraska.
La realineación política de los Estados Unidos rurales en el siglo XXI, con la ayuda del gobernador de Texas George W. Bush como el candidato republicano en las elecciones presidenciales de 2000 y 2004, resultó en que las áreas rurales del estado, incluidos los bastiones demócratas tradicionales como el este de Texas, se volvieron dramáticamente más republicanas después de estas elecciones. Principalmente debido al atractivo rural de Clinton, esta sería la última elección en la que la zona rural de Texas jugó un papel en el estrecho margen, ya que casi todos estos condados cambiaron de demócrata a republicano a partir del año 2000.

## Resultados
| Partido | Partido     | Candidato    | Votos     | %     |
| ------- | ----------- | ------------ | --------- | ----- |
|         | Republicano | Bob Dole     | 2,732,167 | 48.76 |
|         | Demócrata   | Bill Clinton | 2,459,683 | 37.98 |
|         | Reformista  | Ross Perot   | 378,537   | 6.75  |
|         | Libertario  | Harry Browne | 20,256    | 0.36  |
| Otros   | Otros       | Otros        | 17,001    | 0.30  |
|         |             |              |           |       |
| Total   | Total       | Total        | 5,611,644 | 100   |
|         |             |              |           |       |
| Fuente: |             |              |           |       |